# Andy Díaz
Pour les articles homonymes, voir Díaz.
Andy Díaz, né le 25 décembre 1995, est un athlète cubain naturalisé italien, spécialiste du triple saut.

## Biographie
4e des Championnats du monde juniors 2014, Andy Díaz dépasse pour la première fois de sa carrière la limite des 17 mètres le 17 mars 2017, à La Havane, en établissant la marque de 17,40 m (+ 0,4 m/s). En août de la même année, il termine 7e des Championnats du monde de Londres avec 17,13 m, à six centimètres de la médaille de bronze.
Sa saison 2018 est marquée par les blessures, ne réussissant que 16,52 m lors d'une compétition locale à Cuba.
En 2019, il saute 17,41 (+ 2,1 m/s) en mars, puis remporte avec 16,83 m la médaille de bronze des Jeux panaméricains de Lima, derrière l'Américain Omar Craddock (17,42 m) et son compatriote Jordan Díaz (17,38 m). Aux championnats du monde de Doha, Díaz échoue en qualifications, terminant 13e du groupe A avec 16,80 m.
En juillet 2021, alors que l'équipe nationale cubaine se prépare pour les Jeux olympiques de Tokyo, Andy Díaz se blesse à l'entraînement et ne prend pas part au concours de qualification. Il ne retournera pas à Cuba, déserte l'équipe nationale et le pays, pour se réfugier en Italie, où il s'établit à Livourne et s'entraîne sous la tutelle du médaillé de bronze olympique de 2012 de la discipline Fabrizio Donato. Cet abandon de Cuba est dans la continuité de nombreux athlètes, préférant des conditions de vie meilleures, à l'instar de ses compatriotes triple sauteur Pedro Pablo Pichardo, Jordan Díaz, mais aussi Yaimé Pérez ou Yasmani Copello.
Il s'inscrit au club Atletica Libertas Unicusano di Livorno.
Le 23 février 2023, le Conseil des ministres italien lui octroie la nationalité italienne,.
Il s'adjuge la médaille de bronze aux Jeux olympiques de 2024 avec une marque à 17,64 m, derrière Jordan Díaz et Pedro Pichardo.

## Palmarès
| Date                | Compétition                    | Lieu              | Résultat          | Marque            |
| Représentant Cuba   | Représentant Cuba              | Représentant Cuba | Représentant Cuba | Représentant Cuba |
| ------------------- | ------------------------------ | ----------------- | ----------------- | ----------------- |
| 2017                | Championnats du monde          | Londres           | 7e                | 17,13 m           |
| 2018                | Championnats du monde en salle | Birmingham        | 15e               | 15,37 m           |
| 2019                | Jeux panaméricains             | Lima              | 3e                | 16,83 m           |
| 2022                | Ligue de diamant               | Ligue de diamant  | 1er               |                   |
| Représentant Italie |                                |                   |                   |                   |
| 2023                | Ligue de diamant               | Ligue de diamant  | 1er               | 17,43 m           |
| 2024                | Jeux olympiques                | Paris             | 3e                | 17,64 m           |
| 2025                | Championnats d'Europe en salle | Apeldoorn         | 1er               | 17,71 m           |
| 2025                | Championnats du monde en salle | Nankin            | 1er               | 17,80 m           |

## Records
| Épreuve     | Épreuve   | Marque  | Lieu     | Date         |
| ----------- | --------- | ------- | -------- | ------------ |
| Triple saut | Plein air | 17,75 m | Florence | 2 juin 2023  |
| Triple saut | En salle  | 17,80 m | Nanjing  | 21 mars 2025 |